# Mollugo nudicaulis
Mollugo nudicaulis är en kransörtsväxtart som beskrevs av Jean-Baptiste de Lamarck. Mollugo nudicaulis ingår i släktet kransörter, och familjen kransörtsväxter. Inga underarter finns listade i Catalogue of Life.

## Bildgalleri

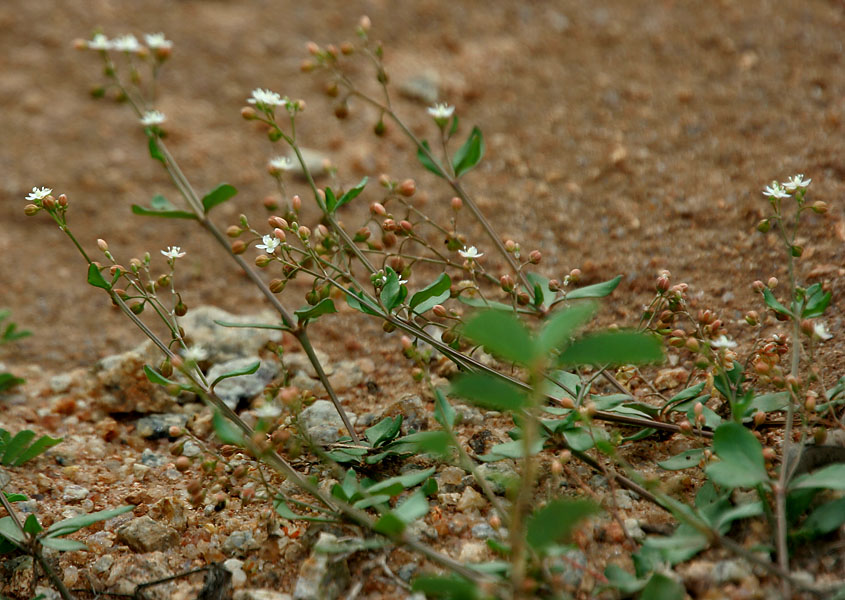
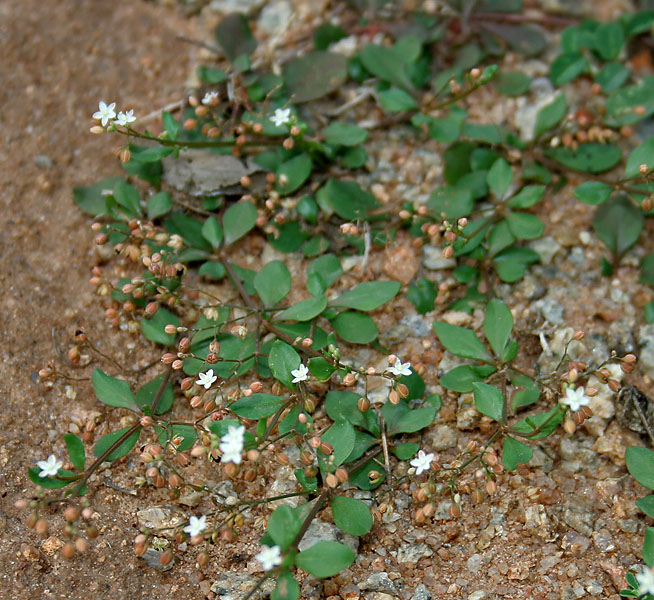
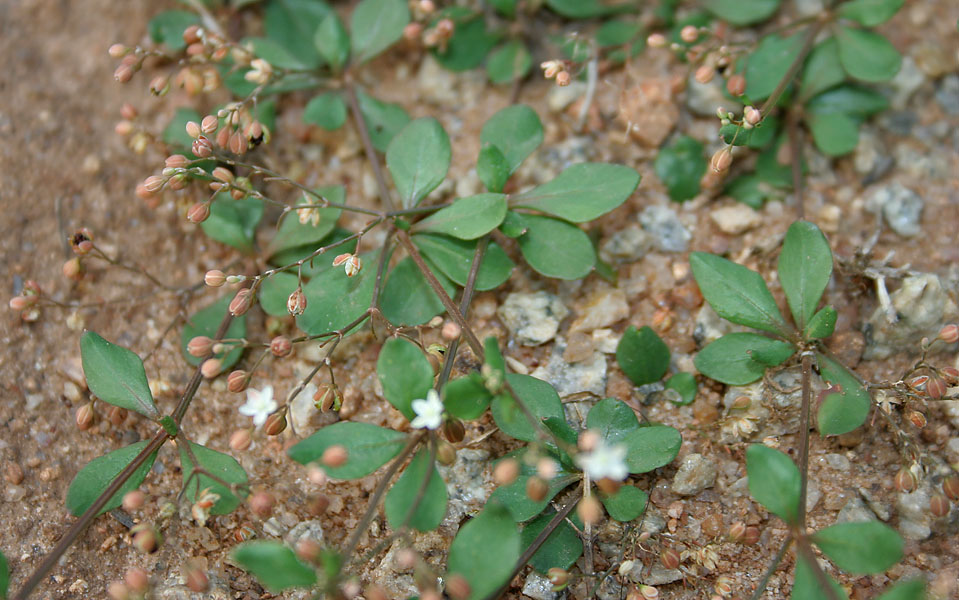
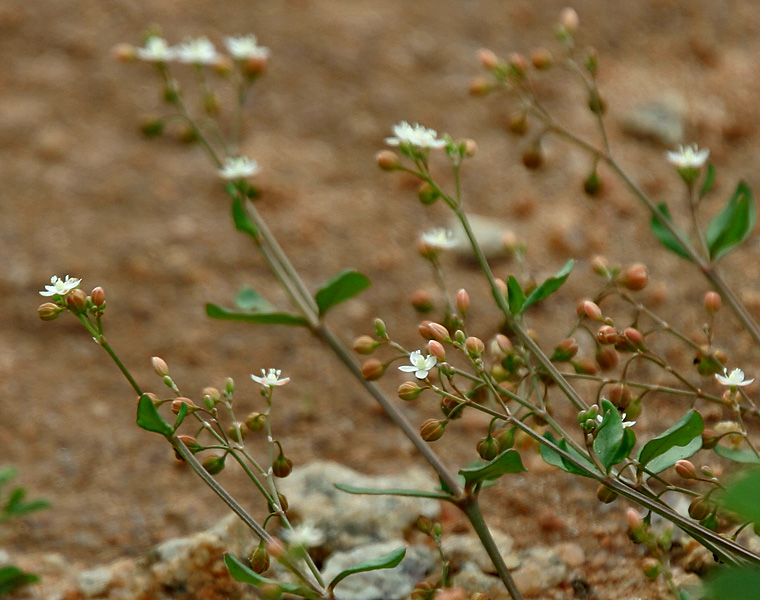
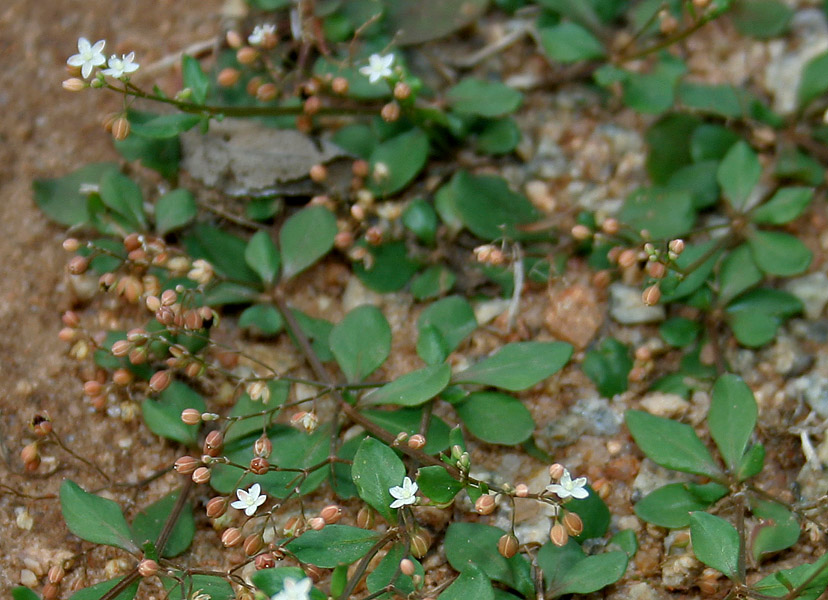
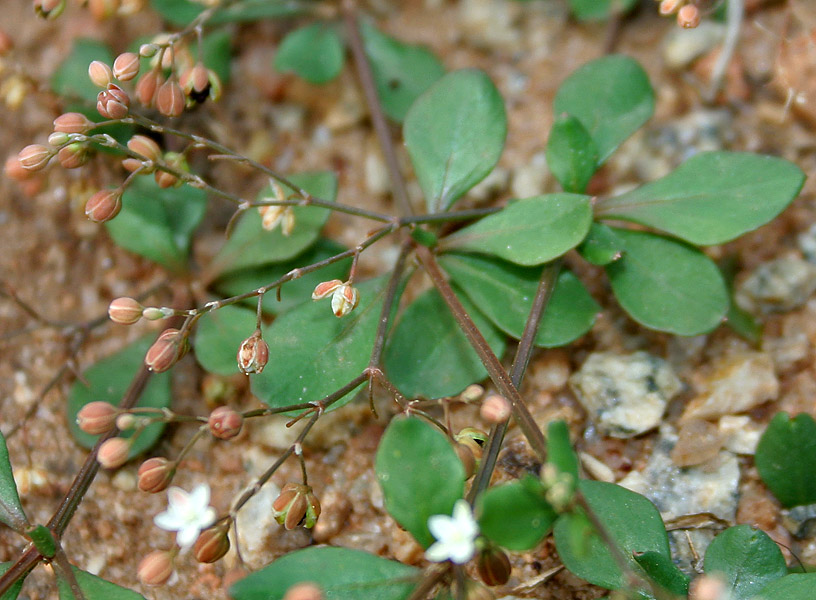